# Marcos Peano
Marcos Hernán Peano (Freyre, 15 oktober 1998) is een Argentijns voetballer die sinds 2024 uitkomt voor RAAL La Louvière.

## Carrière
Peano genoot zijn jeugdopleiding bij Unión de Santa Fe, waar hij als tiener meermaals werd opgenomen in de wedstrijdselectie van het eerste elftal. Uiteindelijk speelde hij slechts acht officiële wedstrijden voor de club, die hem uitleende aan CA Defensores de Belgrano en Defensa y Justicia.
De doorbraak volgde bij tweedeklasser Atlético de Rafaela, waar hij in het seizoen 2023 geen enkele wedstrijd miste in de competitie. Na een ommetje bij Instituto Atlético Central Córdoba, waar hij niet aan spelen toekwam, belandde Peano in de zomer van 2024 bij de Belgische tweedeklasser RAAL La Louvière, waar hij meteen uitgroeide tot eerste doelman. In zijn debuutseizoen dwong Peano met de Henegouwers een historische promotie naar de Jupiler Pro League af.
1 Valkenaers ·
3 Gilot ·
4 Faye  ·
5 Corneillie ·
7 Gobitaka ·
8 Gueulette ·
9 Guindo ·
10 Pau ·
11 Liongola ·
12 Loiseaux ·
13 Maisonneuve ·
14 Belkheir ·
15 Lahssaini ·
21 Peano ·
23 Ito ·
25 Lamego ·
26 Bongiovanni ·
27 Eyongo ·
28 Botella ·
31 Camara ·
38 Diallo ·
44 Klomp ·
49 Hoedaert ·
51 Sidibe ·
70 Nagera ·
71 Monteiro ·
98 Maës ·
Coach: Taquin